# Kuhlia munda
Kuhlia munda is een straalvinnige vissensoort uit de familie van vlagvissen (Kuhliidae). De wetenschappelijke naam van de soort is voor het eerst geldig gepubliceerd in 1884 door De Vis.